# GAZ 3927
GAZ-3927 Wilk (ВПК-3927 Волк) – rosyjski samochód opancerzony produkowany przez zakłady GAZ. Po raz pierwszy zaprezentowany został w 2010 roku.